# Перша битва за Харків
Перша битва за Харків — битва в ході операції «Барбаросса» між радянськими військами Південно-Західного фронту та 6-ї армії Вермахту за контроль над містом Харків та Харківським промисловим районом.
Радянській 38-й армії було наказано захистити місто, для того щоб виграти час та забезпечити демонтаж і евакуацію заводів далі на схід. 6-та німецька армія мала задачу опанувати місто, щоб закрити розрив, що збільшувався між 4-ю танковою групою і 17-ю армією. До 20 жовтня німці підійшли до західної околиці міста, і місто було захоплене військами LV-го армійського корпусу до 24 жовтня. До того часу, проте, більша частина промислового обладнання Харкова була евакуйована.